# 斯托布冰川
斯托布冰川（英語：Stob Glacier）是南極洲的冰川，位於葛拉漢地，長16公里、寬13公里，流經布魯斯高原，最終注入克倫冰川，以保加利亞西部的鄉鎮命名。

## 外部連結

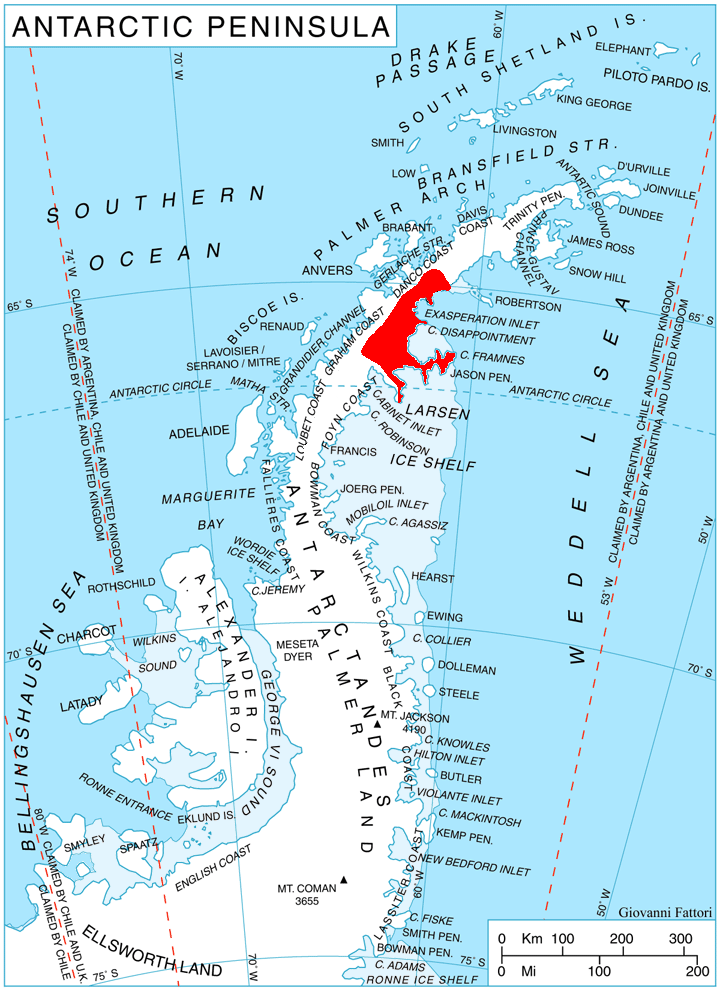

- Stob Glacier. （页面存档备份，存于） SCAR Composite Antarctic Gazetteer.

65°26′40″S 63°03′00″W / 65.44444°S 63.05000°W